# Унија (теорија скупова)
У математици унија (означен са ∪) два скупа  и  је скуп који садржи све елементе скупа A и све елементе скупа B.. То је једна од основних операција којом се скупови могу комбиновати и повезивати.

## Унија два скупа
Формална дефиниција уније два скупа  и  је скуп:{\displaystyle A\cup B=\{x:x\in A\,\vee x\in B\}}       A U B
тј. x ∈ A∪B ако и само ако
1. x ∈  или
2. x ∈ .